# Пайдугина
Па́йдугина (устар. Пайдуган; юж.-сельк. Па́дога, Тӧгӱл кы, пайдугу — вилять хвостом) — река в Томской области, правый приток Кети (бассейн Оби). Длина — 458 км, площадь бассейна — 8790 км².
Начинается на Обь-Енисейском водоразделе, вытекая из юго-западной оконечности озера Большое Окунёвое (площадью 6,3 км²) на высоте 145 м, течёт на юго-запад. Питание преимущественно снеговое. Среднегодовой расход воды — в 177 км от устья — 47 м³/с.
Ледостав начинается в конце октября — ноябре и длится до конца апреля — первой половины мая. Половодье в мае — июне.
Населённых пунктов на реке нет. Оставшиеся развалины и нежилые сёла: Берёзовка, Старый Имбер, Кайнасово, Борки, Рыбное.

## Данные водного реестра

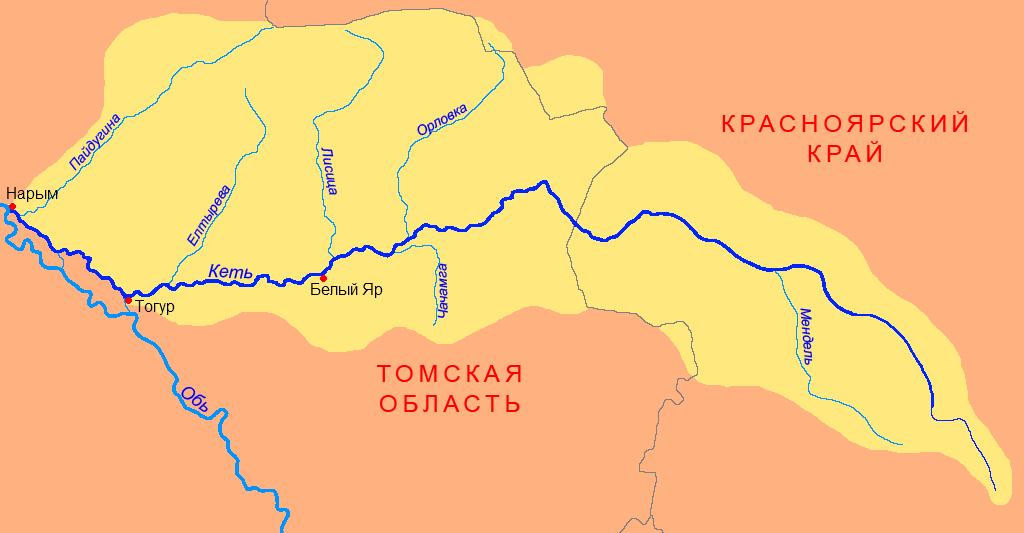
Бассейн реки Кеть

По данным государственного водного реестра России относится к Верхнеобскому бассейновому округу, водохозяйственный участок реки — Обь от впадения реки Кеть до впадения реки Васюган, речной подбассейн реки — Кеть. Речной бассейн реки — (Верхняя) Обь до впадения Иртыша.